# أحمد المريض
أحمد بن علي بن محمد بن أحمد المريّض (1875 - 1940) هو زعيم قبائل ترهونة ومسلاتة ومجاهد ليبي ضد الغزو الإيطالي لليبيا.

## حياته ونشأته
ولد سنة 1875 وهو من قبيلة عواسة بترهونة التابعة لربع أولاد مسلم وتعود أصول هذه القبيلة إلى بطن صبيح، وهو بطن من فزارة من ذبيان من غطفان من قيس عيلان كما ذكر والنسابون وفي مقدمتهم ابن خلدون والقلقشندي.
كان مثالاً حياً لحسن الأخلاق والتعامل وهو مثقف ثقافة دينية ودنيوية ويتحدث اللغة الإيطالية، حفظ القرآن الكريم بالكتاتيب في ترهونة كما اتقن اللغة العربية بلاغةً وضبطاً وعُرِفَ بحسن الخط كتابةً ورسماً.
أما وضعه الاجتماعي فهو متزوج وله من الأولاد اثنان الطاهر والمهدي، من عائلة ثرية كانت تمتلك مساحات شاسعة من الأراضي في ترهونة ولكن جميع أملاكهم صُودِرَتْ إبان الاحتلال الإيطالي، ورغم أنه قد وصل إلى أعلى المراكز عندما انتُخِب ليكون أحد الرؤساء الأربعة للجمهورية الطرابلسية إلا أنه ظل على سجيته مختلطا بأبناء شعبه يقاسمهم العيش ولا يقبل لأي كائن أن يزاول أي نوع من الضغط عليهم، لذلك كانت له مكانة مقدسة بين جميع سكان الجبال بمنطقة ترهونة.
هاجر إلى المنفي بمصر بعد احتلال ترهونة مع بعض عائلات المجاهدين بعد أن حكم عليه بالإعدام غِيابياً في ليبيا وشارك بالعمل الوطني بالمنفى آخرها مؤتمر الإسكندرية 1939م وعمل بالتجارة في منطقة الفيٌوم 1924م إلي أن توفي سنة 1940م

## عائلته
من أعرق العائلات الليبية التي اشتهرت بجهادها ونضالها ضد مختلف أنواع الظلم والطغيان على مر السنين، فقد كان أحمد المريض الأول من أوائل المتمردين والثائرين على الحكم العثماني الغاشم في الفترة العثمانية الأُولى سنة 1609 1672م وأُصيب في فخده في إحدى المعارك ضد عشقر باشا وأسر وشنق في السرايا، ثم قام ابنه محمد بالثورة على الحكومة التركية انتقاما لوالده فقتل في المعركة، وتآمر الوالي العثماني محمد امين باشا علي عبد الهادي المريض أحد قادة الثوار ضد الانكشارية حيث تم اسره ونفيه إلى سجن في مدينة طرابزون التركية رفقة غومة المحمودي ونائبه ميلود بن شقرون والمرموري السبعي، وانتقم الحاكم العثماني من هذة العائلة بأن أمر بقتل جميع الذكور فيها وكادت أن تُباد هذه العائلة لولا أن قامت زوجة محمد ابن أحمد باخفاء ابنها علي في ثوب فتاة ثم ذهبت به إلى مدينة مصراتة حيث استقبلتها عائلة المنتصر حيث تربى ونشأ الي ان رجع الي مدينة ترهونة وحصل على لقب شيخ قبيلة وقائمقام.
كما كان ابن أحمد المريٌض الثاني في المهجرالطاهر بك المريٌض من قيادات الحركة الوطنية واحد مؤسسي ثاني حزب سياسي في طرابلس الغرب وهو الجبهة الوطنية المتحدة، الذي كان تاسيسه كرد فعل مباشر علي تصريح ايرنست بيرنين وزير الخارجية البريطاني أثناء انعقاد مؤتمر الدول الأربعة الكبرى سنة1946م والذي فشل في تحديد مصير المستعمرات الإيطالية منها ليبيا
كما كان الطاهر بك المريٌض أحد رؤساء الوفد الطرابلسي الي القاهرة لتوحيد طرابلس وبرقة سنة 1946/6 م وأحد الاعضاء الاثنى عشر للمجلس الاستشاري الاعلي لإمارة برقة طربلس الغرب سنة1941 1947 والذي كان يختص بكافة شؤون برقة وطرابلس الغرب ولكنه انسحب منه لرفضه للانتداب البريطاني الذي كانت تريده الملكية السنوسية.
وكان سالم المريض أحد أعضاء الجمعية الوطنية الدستورية مجموعة الستين المكلفة باعداد الدستور الليبي قبل الاستقلال وعضوا في ثاني حزب في طرابلس الغرب وهو الجبهة الوطنية المتحدة ونصب محافظا على طرابلس والزاوية والخمس
أما المجاهد عبد السلام المريٌض قائمقام ترهونة 1944 و1950 فكان أحد قادة المجاهدين في معركة ترهونة التي تعرف باالشقيقة في 18 يونيه 1915م كما قاد المجاهدين في معركةالأكوامرغم قلة عددهم وسقط فيها أكثر من 200 شهيد وقد كان عضوا في أول حزب في طرابلس الغرب وهو الحزب الوطني الطرابلسي سنة 1946/8 كما كان أحد الأعيان الذين حضروا مؤتمر مسلاتة الذي تم فيه الاتفاق على تأسيس الجمهورية الطرابلسية وأحد الشخصيات المهمة فيها.

## موقفه من الاحتلال الإيطالي
لبى الرجل نداء الواجب وأبى اٍلا أن يسير علي نهج أجداده في الجهاد والمقاومة فأعلن النفير العام بين قبائله التي حرضها على الجهاد وقادها في العديد من المعارك بنفسه مثل معركة سيدي السائح ـ فم ملغة ـ وادي وايف ومعركة الشقيقة المنسية التي تكبدت فيها القوات الإيطالية هزائم ثقيلة وقتل فيها الكولونيل بيليا وقاد مجاهدي ترهونة ومسلاتة في معاركطريق الشط ـ عين زارة ـ بئر ترفاس رفقة قائد مجاهدي تاجوراء علي تنتوش ولكنٌ فارق التسليح حسم المعارك واحتلت إيطاليا طرابلس.
وعندما أعلمه سليمان الباروني بحدوث نقص في المجاهدين والعتاد في جبهة القتال الغربية العجيلات سارع وبادر بتعضيد ثورة المقاومة في تلك المنطقة.
وبعد اجتماع قادة المجاهدين في جامع المجابرة بمدينة مسلاتة 16 نوفمبر 1918م تم الاتفاق علي تأسيس أول جمهورية عربية وهي الجمهورية الطرابلسية واختير أحمد بك المريض ليكون أحد الرؤساء الأربعة للجمهورية الطرابلسية الحكومة الوطنية لطرابلس الغرب، وفي فترة النضال السياسي اختير ليكون رئيساً لمجلس شورى الجمهورية سنة (1918ــ1923)
ولإجادته اللغة الإيطالية وكذلك فنون التفاوض تولٌى الرئاسة العامة لحزب الإصلاح الوطني 30 أيلول 1919م وأنشئت جريدة اللواء الطرابلسي لتكون لسان حال الحزب.ولدماثة الخلق ورزانة التفكير انتخبه المجاهدون بالإجماع لتولي رئاسة مؤتمر غريان 1920م ورئاسة هيئة الإصلاح المركزية لإعادة توحيد الصف وللتفاوض مع الإيطاليين ومطالبتهم بتطبيق نصوص القانون الأساسي، قالت عنه المصادر الإيطالية أنه مفاوض صعب لا يلين ولا يهادن إلا إذا كان الموضوع في صالح وطنه ليبيا، اتَّبع في قتاله لنا تكتيكا يجهله الإيطاليون وهو الكر والفر.
وبعد مقتل المجاهد رمضان السويحلي في بني وليد قاوم المجاهد أحمد المريٌض إلى النهاية رغم خيانة عدد كبير من القيادات المقاومة للإستعمار الإيطالي وتسليمهم لمناطقهم وضغطهم عليه للاستسلام، ولكنه اختار القتال حتى النهاية علي خيانة بلده